# Tucker (Georgia)
Tucker is een plaats (census-designated place) in de Amerikaanse staat Georgia, en valt bestuurlijk gezien onder DeKalb County.

## Demografie
Bij de volkstelling in 2000 werd het aantal inwoners vastgesteld op 26.532.

## Geografie
Volgens het United States Census Bureau beslaat de plaats een oppervlakte van
31,4 km², waarvan 31,1 km² land en 0,3 km² water.

## Plaatsen in de nabije omgeving
De onderstaande figuur toont nabijgelegen plaatsen in een straal van 8 km rond Tucker.